# Acostia
Acostia – rodzaj roślin z rodziny wiechlinowatych (Poaceae). Jest to takson monotypowy, obejmujący tylko gatunek Acostia gracilis Swallen. Gatunek ten jest endemitem Ekwadoru.